# Drzwi kokpitowe

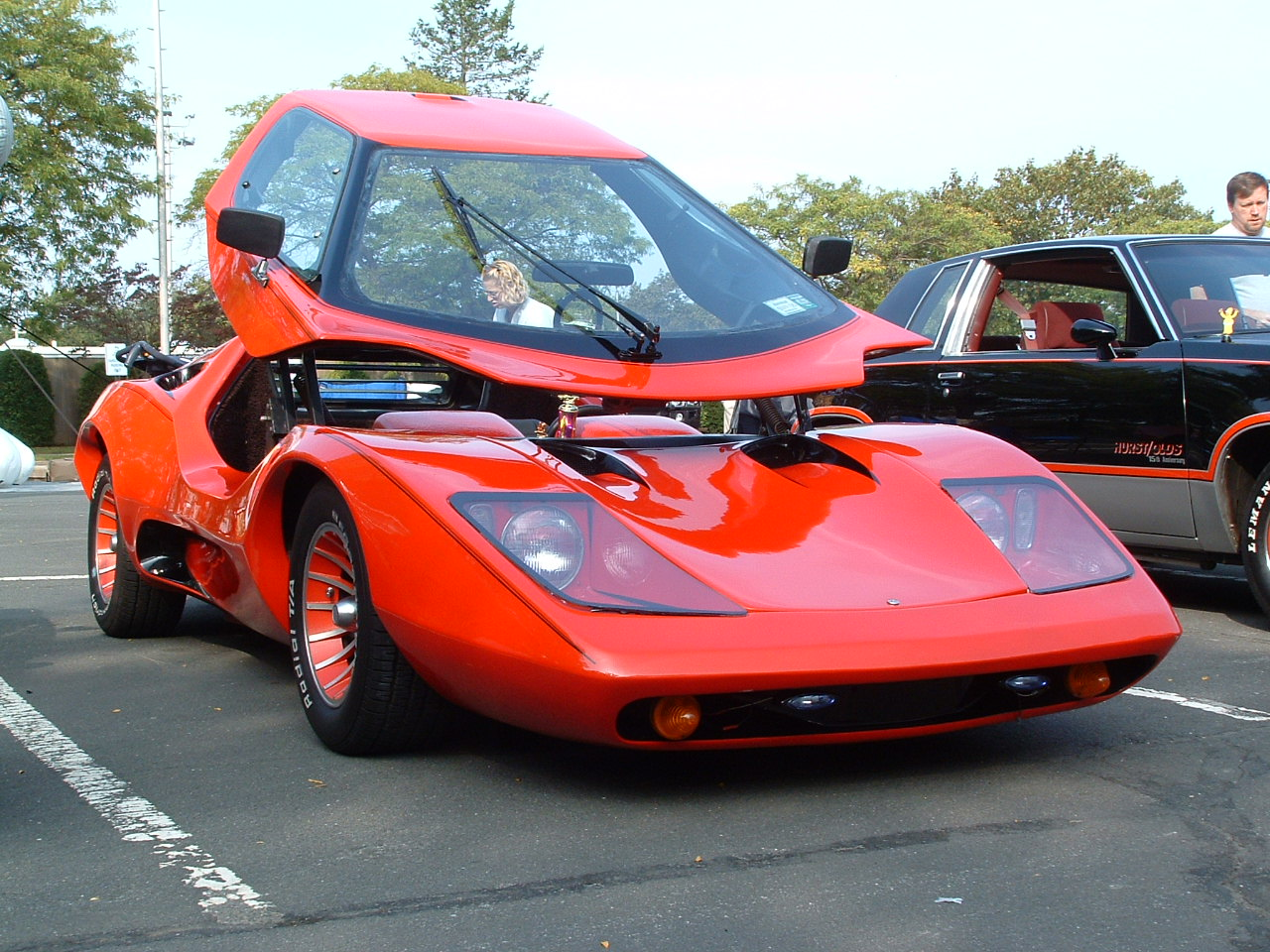
Drzwi kokpitowe w aucie Sterling Nova

Drzwi kokpitowe – rzadko używany rodzaj drzwi do samochodów. Drzwi kokpitowe to rodzaj drzwi, które znajdują się na dachu samochodu. Pasażer musi wejść do auta poprzez dach. Drzwi kokpitowe otwierają się w podobny sposób jak osłona kabiny samolotu. Drzwi kokpitowe są rzadko spotykane w pojazdach produkcyjnych, jednak czasami są używane w samochodach koncepcyjnych takich jak: Messerschmitt, Ferrari Modulo, Bond Bug, Purvis Eureka, Buick Wildcat. Używane są w modelach Volkswagen XL1, Maserati Birdcage 75th, Holden Hurricane i Lamborghini Egoista.